# منطقة لا ريوخا
الرِّيُوخَة أو (نقحرة: لا ريوخا) (بالإسبانية: La Rioja) منطقة تقع في شمال إسبانيا، من سبعة عشر مناطق حكم ذاتي في إسبانيا.
عاصمتها هي مدينة لوغرونيو، تنفرد المنطقة بمقاطعة واحدة وهي الرِّيُوخَة.

## الجغرافيا
تقع الرِّيُوخَة في شمال إسبانيا، تحدها من الشمال منطقة إقليم الباسك، ومن الشمال الشرقي منطقة نبرة، ومن الجنوب الشرقي منطقة أرغون، ومن الجنوب والغرب منطقة قشتالة وليون.
تبلغ مساحة الرِّيُوخَة 5.045 كم² (سابع عشر أكبر منطقة من حيث المساحة في إسبانيا) . وهي منكطقة جبلية، ويسكنها نحو 323 ألف نسمة من السكان. تتميز بالأراضي الخضراء وتزرع فيها أنواع من العنب تشتهر بها صناعة النبيذ التي تعد من أفضل أنواع النبيذ في العالم.

### الأنهار
أهم أنهار الرِّيُوخَة:
- نهر إِبره (Río Ebro)
- نهر نأخيريا (Río Najerilla)
- نهر إريغوا (Río Iregua)
- نهر ثيداكوس (Río Cidacos)

## التقسيمات الإدارية
تنقسم منطقة الرِّيُوخَة إلى مقاطعة رئيسية واحدة، وهي:
| المقاطعة | الاسم بالإسبانية | عدد السكان | عدد البلديات |
| -------- | ---------------- | ---------- | ------------ |
| الرِّيُوخَة  | La Rioja         | 322.955    | 174          |

## مصادر

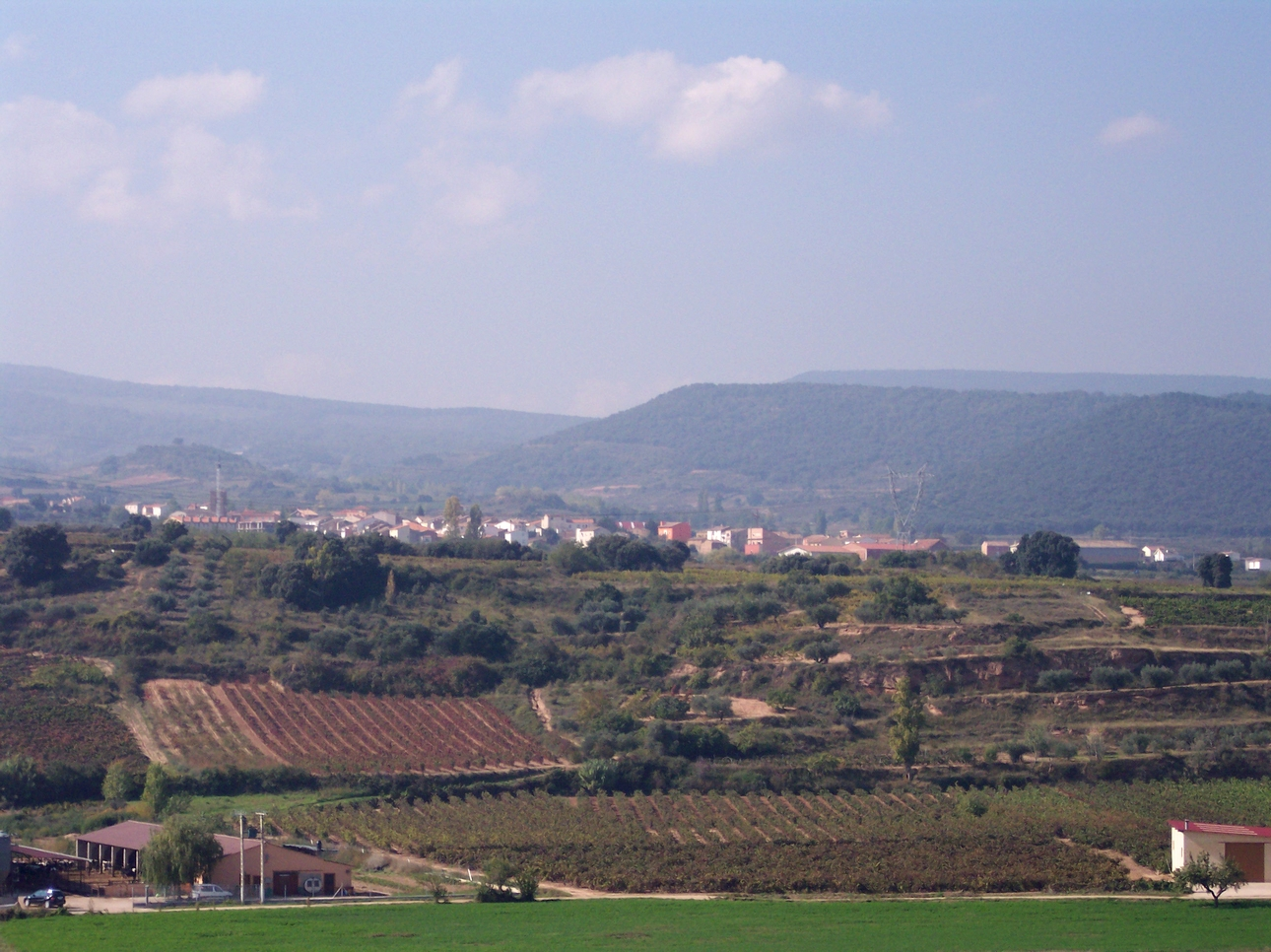
منظر من الرِّيُوخَة

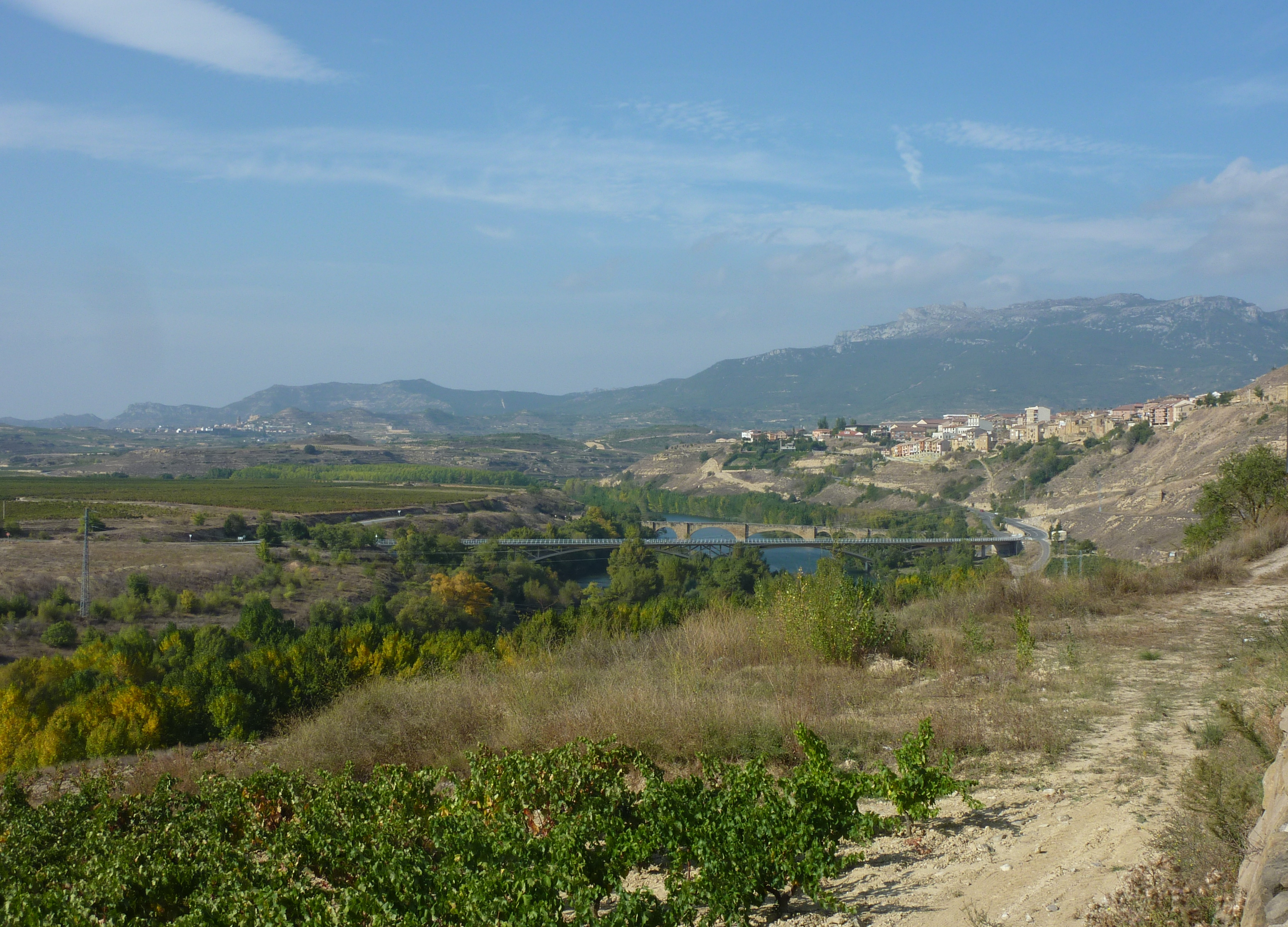
نهر إبرو ومزارع العنب

## أعلام
- ألكس أنغولو
- لوسيا سانشيز
- إدواردو مارتينيز
- استيبان مانويل دي فيليغاس